# Ninox ochracea
Ninox ochracea е вид птица от семейство Совови (Strigidae). Видът е почти застрашен от изчезване.

## Разпространение
Видът е разпространен в Индонезия.